# Andek
Andek ist eine Gemeinde in Kamerun in der Region Nord-Ouest im Département Momo. 

## Geografie
Andek liegt im Nordwesten Kameruns, etwa 70 Kilometer von der nigerianischen Grenze entfernt.